# NGC 7018
NGC 7018 ist eine elliptische Galaxie vom Hubble-Typ E4, eventuell eine Doppelgalaxie, im Sternbild Steinbock auf der Ekliptik. Sie ist schätzungsweise 523 Millionen Lichtjahre von der Milchstraße entfernt.
Das Objekt wurde am 8. Juli 1885 von Francis Leavenworth entdeckt.